# Skytop Lodge
Le Skytop Lodge est un hôtel américain situé à Skytop, en Pennsylvanie. Ouvert en 1928, ce lodge est membre des Historic Hotels of America depuis 2000.